# Trialeurodes elaphoglossi
Trialeurodes elaphoglossi là một loài côn trùng cánh nửa trong họ Aleyrodidae, phân họ Aleyrodinae.
Trialeurodes elaphoglossi được Takahashi miêu tả khoa học đầu tiên năm 1960.